# Sandra Lee Scheuer
Sandra Lee Scheuer (gesprochen [ˈʃɔɪər]; * 11. August 1949 in Youngstown, Ohio; † 4. Mai 1970 in Kent, Ohio) studierte an der Kent State University Logopädie, als sie von Mitgliedern der Ohio National Guard während des Kent-State-Massakers durch einen Gewehrschuss getötet wurde.

## Todesumstände
Scheuer war gemeinsam mit einem Mitstudenten auf dem Weg zu einer Lehrveranstaltung, als sie von einem Geschoss aus einem M-1-Gewehr getroffen wurde; der Schuss war aus einer Entfernung von 119 Metern abgegeben worden. Sie starb innerhalb von fünf Minuten an dem daraus resultierenden Blutverlust. An den zur selben Zeit auf dem Campus ablaufenden Protesten gegen den Vietnamkrieg hatte sie nicht teilgenommen. Durch die Schüsse wurden drei weitere Studenten getötet: Allison Krause, Jeffrey Glenn Miller und William Knox Schroeder.
Das Massaker löste eine Protestwelle an den Universitäten der Vereinigten Staaten von Amerika aus; Hunderte von Universitäten schlossen ihren Campus wegen der Demonstrationen, von denen manche gewalttätig verliefen. Die Kent State University blieb für sechs Wochen geschlossen. Fünf Tage nach den Schüssen demonstrierten 100.000 Menschen in Washington, D.C. gegen den Krieg.
Scheuer war Mitglied der Studentinnenverbindung Alpha Xi Delta. Aktive Mitglieder halten regelmäßig im Rahmen einer Gedenkveranstaltung der May 4 Task Force auf dem Campus der Kent State University eine Rede zu ihrem Gedenken.

## Sandy Scheuers Tod in Liedtexten
Kurz nach Scheuers Tod schrieb der englische Songwriter Harvey Andrews das ihr gewidmete Lied Hey Sandy:

“Did you see them turn, did you feel the burn
:Of the bullets as they flew”

„Hast Du gesehen, dass sie sich umdrehten? Hast Du das Brennen der fliegenden Kugeln gespürt?“

Ebenso spielt der Refrain des klassischen Protestsongs „Ohio“, von Neil Young wenige Wochen nach dem Massaker geschrieben, auf Scheuers Tod an:

“Gotta get down to it
Soldiers are cutting us down
Should've been done long ago.
What if you knew her,
And found her dead on the ground,
How can you run when you know?”

„Lasst uns zur Sache kommen: Soldaten metzeln uns nieder, es hätte längst passieren müssen. Wenn Du sie gekannt hättest, sie tot auf dem Boden gefunden hättest, wie kannst Du weglaufen, wenn Du das weißt?“